# Why Don't We
Why Don't We (abreviat în mod obișnuit ca WDW ) este o trupă pop americană.  Formata la 27 septembrie 2016, formația are cinci membri: Daniel Seavey, Jack Avery, Corbyn Besson, Zach Herron și Jonah Marais.  Fiecare membru a avut o carieră solo înainte de a se alătura grupului.  Daniel Seavey a fost în top 12 în sezonul 14 al American Idol, pe când avea vârsta de 14 ani, făcându-l cel mai tânăr finalist al acelui sezon.  Trupa a făcut turnee cu mulți artiști, cum ar fi Shawn Mendes și Chainsmokers. 

## Carieră

### 2016- prezent
Trupa a fost formată inițial pe 27 septembrie 2016 și a anunțată a doua zi prin intermediul contului YouTube .   De atunci, formația a lansat cinci EP-uri și cinci melodii, și au lansat primul lor album, 8 Letters , pe 31 august 2018. 
La 7 octombrie 2016, grupul a lansat o piesă de debut "Taking You", din primul lor EP, Only the Beginning , care a fost lansat pe 25 noiembrie in acelasi an.  Cel de-al doilea lor EP, Something Different , a fost lansat pe 21 aprilie 2017.  Piesa de titlu a fost lansată ca single în aceeași zi.  Ei au lansat cel de-al treilea lor EP, Why Don't We Just , pe 2 iunie 2017.   Au terminat turneul "Something Different" în jurul Statelor Unite.  Un alt single, "These Girls", a fost lansat pe 29 august 2017. 
Au apărut în vloguri ale YouTuber-ului și prietenului lor, Logan Paul .   Logan Paul a regizat trei videoclipuri muzicale pentru trupa, unul implicand colaborarea lor " Help Me Help You ".  Trupa a avut diverse apariții in vlogurile zilnice ale lui Logan Paul.  De asemenea, l-au ajutat pe Logan Paul cu un diss track îndreptat către fratele lui Paul, Jake Paul , intitulat "The Fall of Jake Paul".  Pe 23 noiembrie 2017, ei au lansat un EP de sarbatori, "A Why Don't We Christmas" . 

## Membrii
- Jack Avery (Jack Robert Avery), din Susquehanna, Pennsylvania , născut la 1 iulie 1999. [4]
- Corbyn Besson (Corbyn Matthew Besson), născut în Dallas, Texas , din Fairfax, Virginia, născut pe 25 noiembrie 1998. [4]
- Zach Herron (Zachary Dean Herron), din Dallas, Texas, născut pe 27 mai 2001. [4]
- Jonah Marais (Jonah Marais Roth Frantzich), din Stillwater, Minnesota , născut la 16 iunie 1998. [4]
- Daniel Seavey (Daniel James Seavey), din Portland, Oregon , născut pe 2 aprilie 1999. [4]

## Discografie

### Albume
| Titlu     | Detalii                                                                         | Peaks | Peaks | Peaks    | Peaks | Peaks | Peaks | Peaks        | Vânzări       |
| Titlu     | Detalii                                                                         | US    | AUS   | BEL (FL) | CAN   | NLD   | NOR   | Regatul Unit | Vânzări       |
| --------- | ------------------------------------------------------------------------------- | ----- | ----- | -------- | ----- | ----- | ----- | ------------ | ------------- |
| 8 Letters | - Lansat: 31 august 2018 - Etichetă: Atlantic - Format: Descărcare digitală, CD | 9     | 10    | 21       | 15    | 17    | 38    | 25           | - SUA: 37.000 |

### EPs
| Only the Beginning                                                                              | - Lansat: 25 noiembrie 2016 - Etichetă: Semnătura - Format: Descărcare digitală  | -   | 5 | - |
| Something Different                                                                             | - Lansat: 21 aprilie 2017 - Etichetă: Semnătura - Format: Descărcare digitală    | -   | 6 | - |
| Why Don't We Just                                                                               | - Lansat: 2 iunie 2017 - Etichetă: Semnătura - Format: Descărcare digitală       | -   | 2 | - |
| Invitation                                                                                      | - Lansat: 26 septembrie 2017 - Etichetă: Semnătura - Format: Descărcare digitală | 113 | 2 | 7 |
| A Why Don't We Christmas                                                                        | - Lansat: 23 noiembrie 2017 - Etichetă: Semnătura - Format: Descărcare digitală  | -   | 1 | - |
| "-" înseamnă versiuni care nu au fost înregistrate sau nu au fost eliberate pe acest teritoriu. |                                                                                  |     |   |   |

### Melodii

#### Ca artist principal
| Titlu | An   | Vârfurile pozițiilor grafice | Vârfurile pozițiilor grafice | Vârfurile pozițiilor grafice | Vârfurile pozițiilor grafice | Vârfurile pozițiilor grafice | Vârfurile pozițiilor grafice | Album |
| Titlu | An   | NE                           | NE Pop                       | NE                           | MLY                          | NZ                           | PSC | Album |
| --- | ---- | ---------------------------- | ---------------------------- | ---------------------------- | ---------------------------- | ---------------------------- | --- | --- |
| "Taking You" | 2016 | -                            | -                            | -                            | -                            | -                            | - | Only the Beginning |
| "Nobody Gotta Know" | 2016 | -                            | -                            | -                            | -                            | -                            | - | Only the Beginning |
| "Just to See You Smile" | 2016 | -                            | -                            | -                            | -                            | -                            | - | Only the Beginning |
| "Free" | 2016 | -                            | -                            | -                            | -                            | -                            | - | Only the Beginning |
| "You and Me at Christmas" | 2016 | -                            | -                            | -                            | -                            | -                            | - | A Why Don't We Christmas |
| "<a href="./https://en.wikipedia.org/wiki/Something_Different_(Why_Don't_We_song)" rel="mw:WikiLink" data-linkid="229" class="cx-link" title="Something Different (Why Don't We song)">Something Different</a>" | 2017 | 22                           | 33                           | -                            | -                            | -                            | - | Something Different |
| "Why Don't We Just" | 2017 | -                            | -                            | -                            | -                            | -                            | - | Why Don't We Just |
| "These Girls" | 2017 | 4                            | -                            | 82                           | -                            | -                            | rwospan="2" style="background: var(--background-color-notice-subtle,#ececec); color: grey; color:var(--color-base, #000);" class="table-na" \| Non-album singles | |
| "Trust Fund Baby" | 2018 | 20                           | 30                           | -                            | -                            | -                            | - | |
| "Hooked" | 2018 | 22                           | -                            | -                            | -                            | 8                            | - | 8 Letters |
| "Talk" | 2018 | 18                           | -                            | -                            | -                            | -                            | - | 8 Letters |
| "8 Letters" | 2018 | 14                           | 24                           | -                            | 5                            | -                            | 3 | 8 Letters |
| "Big Plans" | 2019 | -                            | -                            | -                            | -                            | -                            | style="background: #DDF; color: black; vertical-align: middle; text-align: center; " class="no table-no2"\|Va fi anunțat                                         | |
| "Cold in LA" | 2019 | -                            | -                            | -                            | -                            | -                            | - | \| style="background: #DDF; color: black; vertical-align: middle; text-align: center; " class="no table-no2"\|Va fi anunțat |
| "-" înseamnă o înregistrare care nu a fost înregistrată sau nu a fost lansată. |      |                              |                              |                              |                              |                              | | |

#### Ca artist prezentat
| Titlu | An   | Vârfurile pozițiilor grafice            | Vârfurile pozițiilor grafice | Album |
| Titlu | An   | NE <br id="mwAVQ"><br> </br> Bub. </br> | AUS </br> | Album |
| --- | ---- | --------------------------------------- | --- | ----- |
| "[./https://en.wikipedia.org/wiki/Help_Me_Help_You_(song) Help Me Help You]" ([./https://en.wikipedia.org/wiki/Logan_Paul Logan Paul] impreuna cu Why Don't We) | 2017 | 5                                       | style="background: var(--background-color-notice-subtle,#ececec); color: grey; color:var(--color-base, #000);" class="table-na" \| Non-album single |       |

#### Melodii promotionale
| Titlu | An | Album |
| --- | --- | ----- |
| "The Fall of Jake Paul" ([./https://en.wikipedia.org/wiki/Logan_Paul Logan Paul] featuring Why Don't We) | style="background: var(--background-color-notice-subtle,#ececec); color: grey; color:var(--color-base, #000);" class="table-na" \| Non-album single |       |

## Premii și nominalizări
| An   | Adjudecare              | Categorie        | Lucrări nominalizate | Rezultat     | Ref.   |
| ---- | ----------------------- | ---------------- | -------------------- | ------------ | ------ |
| 2018 | MTV Europe Music Awards | Cel mai bun Push | Why Don't We         | Nominalizare | [ 27 ] |

- Bravo Otto - Super Trupa (Câștigător)
- Premiile pentru muzica de la Radio Disney 2018 Cel mai bun artist (nominalizat)
- Muzica de radio Disney premiază 2018 cel mai bun cantec pentru lipsync (nominalizat)
- EMA 2018 Cel mai bun artist pentru push (nominalizat)